# Нууаутін 2
Нууаутін 2 (англ. Nuuautin 2) — індіанська резервація в Канаді, у провінції Британська Колумбія, у межах регіонального округу Томпсон-Нікола.

## Населення
За даними перепису 2016 року, індіанська резервація нараховувала 139 осіб, показавши зростання на 8,6%, порівняно з 2011-м роком. Середня густина населення становила 72,2 осіб/км².
З офіційних мов обидвома одночасно не володів жоден з жителів, тільки англійською — 140. Усього 5 осіб вважали рідною мовою не одну з офіційних, з них усі — одну з корінних мов.
Працездатне населення становило 50% усього населення, рівень безробіття — 30%.

## Клімат
Середня річна температура становить 8,9°C, середня максимальна – 22,5°C, а середня мінімальна – -8°C. Середня річна кількість опадів – 455 мм.
| Клімат поселення                              | Клімат поселення | Клімат поселення | Клімат поселення | Клімат поселення | Клімат поселення | Клімат поселення | Клімат поселення | Клімат поселення | Клімат поселення | Клімат поселення | Клімат поселення | Клімат поселення | Клімат поселення |
| Показник                                      | Січ.             | Лют.             | Бер.             | Квіт.            | Трав.            | Черв.            | Лип.             | Серп.            | Вер.             | Жовт.            | Лист.            | Груд.            |                  |
| Середній максимум, °C                         | 4,39             | 6,88             | 11,05            | 14,69            | 18,91            | 22,48            | 22,42            | 22,49            | 18,08            | 12,32            | 6,42             | 2,78             |                  |
| Середня температура, °C                       | −1,77            | 0,73             | 4,88             | 8,53             | 12,75            | 16,30            | 19,27            | 19,35            | 14,94            | 9,18             | 3,28             | −0,36            |                  |
| Середній мінімум, °C                          | −7,95            | −5,46            | −1,3             | 2,36             | 6,58             | 10,14            | 16,15            | 16,22            | 11,80            | 6,04             | 0,13             | −3,5             |                  |
| Норма опадів, мм                              | 65               | 40               | 33               | 20               | 23               | 24               | 23               | 23               | 28               | 41               | 66               | 69               |                  |
| Середньомісячна швидкість вітру, м/с          | 2.09             | 2.10             | 2.40             | 2.63             | 2.45             | 2.39             | 2.20             | 2.00             | 1.80             | 1.93             | 2.05             | 2.08             |                  |
| Середньомісячна сонячна радіація, кДж/м²·день | 3233             | 6430             | 10837            | 15919            | 19643            | 21195            | 22062            | 18865            | 13266            | 7427             | 3635             | 2523             |                  |
| --------------------------------------------- | ---------------- | ---------------- | ---------------- | ---------------- | ---------------- | ---------------- | ---------------- | ---------------- | ---------------- | ---------------- | ---------------- | ---------------- | ---------------- |
| Джерело:                                      |                  |                  |                  |                  |                  |                  |                  |                  |                  |                  |                  |                  |                  |